# Луиза Антония Инеш Казимира де Соуза Нассау и Линь, герцогиня де Лафойнш
Луиза Антония Инеш Казимира де Соуза Нассау и Линь (порт. Luísa Casimira de Sousa Nassau e Ligne, duquesa de Lafões; 9 июня 1694, Лиссабон — 16 марта 1729, Лиссабон) — португальская аристократка из дома де Соуза.

## Биография
Родилась 9 июня 1694 года в Лиссабоне. Дочь принца Шарль-Жозеф-Прокоп де Линь (Карлуша Жозе де Линь) (1661—1713) и маркизы Мария Анна Луиза Франсишка де Соуза-Арроншиш (1672—1743). Через своего отца он был членом дома де Линь. Графиня Миранда ду Корву, как наследница старинного рода де Соуза, вышла замуж за инфанта Мигеля де Браганса (1699—1724) и получила от короля Потугалии Жуана V титул герцогини Лафойнш. 17 февраля 1718 года титул герцога де Лафойнш был создан для её старшего сына Педро Энрикеша де Браганса.
Карлуш де Линь женился 5 апреля 1684 года на Мариане де Соуза, маркизе Арронш (1672—1743), дочери Диого Лопеса де Соуза (1646—1672), 4-го графа Миранда. Диого, в свою очередь, был сыном Энрике де Соуза Таварес, 1-го маркиза Арронша и 3-го графа Миранды (1626—1706), и Марианы де Кастро, дочери Антонио Маскареньяса, командующего Каштелу-Ново Ордена Христа, и его двоюродной сестры Изабеллы де Кастро.
34-летняя Луиза Казимира де Соуза Нассау и Линь умерла в 1729 году и была похоронена в Рибамаре. Она была наследницей дома де Соуза и титулом маркизы Арронш, получив титул герцогини Лафойнш (или Алафонс) как наследница дома де Соуза (маркизы Арронш и графы Миранды). Луиза Казимира получил титул герцогини от короля Жуана V 2 апреля 1716 года.
Поскольку она умерла раньше своей матери (её мать, Мариана де Соуза, маркиза де Арронш, умерла 30 декабря 1743 года), Луиза Казимира никогда не была ни маркизой де Арронш, ни сеньорой дома де Соуза имея только использовал титул графини Миранды, который дала ему мать при жизни.

## Брак и потомство
В Лиссабоне 30 января 1715 года Луиза вышла замуж за инфанта Мигеля де Брагансу (1699—1724), внебрачного сына короля Португалии Педру II, и Анне Марии Арманде Пастре де Вержер. Её муж утонул в реке Тежу 13 января 1724 года. Он был герцогом и основателем герцогского дома Лафойнс. В 1704 году король Жуан V узаконил своего сводного брата Мигеля, присвоил ему титул «инфанта» и приказал ему жениться на наследнице дома Аррониш. У супругов были следующие дети:
- Жоана Перпетуа де Браганса (11 ноября 1715—1785). В 1738 году она вышла замуж за Луиша де Кастро Норонья Атаиде де Соуза, 4-го маркиза Кашкайша (1717—1745), от брака с которым не имела детей.
- Педру Энрике де Браганса и Линь де Соуза (19 января 1718 — 26 июня 1761), 1-й герцог де Лафойнш (1718—1761)
- Жуан Карлуш де Браганса (6 марта 1719 — 10 ноября 1806), 2-й герцог Лафойнш, 4-й маркиз Арронш, 8-й граф Миранды, губернатор Эстремадуры, писатель и учёный, основатель Лиссабонской королевской академии наук.